# 豊田市立巴ヶ丘小学校
豊田市立巴ヶ丘小学校（とよたしりつ ともえがおかしょうがっこう）は、愛知県豊田市大桑町別当にある市立小学校。

## 概要
- 2006年に旧下山村東部の三巴・阿蔵・田平沢・和合・羽布の5校が統合して開校。5校の統合であるが、羽布小学校は巴ヶ丘小学校の校地とするため、他の小学校より先んじて2003年に廃校となっている。
- 校舎の一部に愛・地球博のパビリオン「瀬戸愛知県館」に使用されていた下山産の木材を再利用している。2010年現在の児童数は62人。
- 元々は下山村の小学校の再編により「下山村立巴ヶ丘小学校」として計画、着工された小学校である。建設中に下山村が豊田市へ編入されたことにより、開校時の名称は豊田市立巴ヶ丘小学校となった。

## 沿革
- 2003年（平成15年）3月 - 下山村立羽布小学校が廃校となる。
- 2004年（平成16年）7月 - 旧・下山村立羽布小学校校地に、下山村立巴ヶ丘小学校として校舎の建設を開始する。
- 2005年（平成17年）
  - 4月1日 - 下山村が豊田市へ編入される。巴ヶ丘小学校の建設は豊田市に引き継がれる。
  - 10月 - 校舎が完成する。
- 2006年（平成18年）4月 - 開校。

### 前身校
- 三巴小学校は愛知県豊田市黒坂町下平2-1に存在した小学校。1873年（明治6年）に額田郡切山村（現・岡崎市切山町）に下山学校分校として開校し、1876年（明治9年）に三巴学校として独立。1882年（明治15年）に東加茂郡黒坂村に移転し、1893年（明治26年）には形埜村下山村組合立三巴尋常学校となる。1907年（明治40年）に下山村の学校となり、東加茂郡三巴尋常小学校に改称している。形埜村字切山（現・岡崎市切山町）の児童は三巴小学校の廃校時まで委託されていた。
- 阿蔵小学校は愛知県豊田市阿蔵町仏供田10に存在した小学校。1873年（明治6年）に創立。
- 田平沢小学校は愛知県豊田市田平沢町甚五郎下に存在した小学校。1873年（明治6年）に創立。
- 和合小学校は愛知県豊田市和合町日向17-1に存在した小学校。1873年（明治6年）に創立。施設（校舎の一部、旧保健室、倉庫）は2020年時点では現存し、豊田市の農ライフ創生センター下山研修所として使用されている。
- 羽布小学校は現在の愛知県大桑町字コンデ嶋21に存在した小学校。校地に巴ヶ丘小学校の校舎を新たに建設するため、2003年（平成15年）に廃校となり、児童は和合小学校へ移る。

## 所在地
- 愛知県豊田市大桑町別当56

## アクセス
- 下山バス阿蔵行き羽布バス停下車、徒歩9分

## 出身者
- 小島亨介 - プロサッカー選手